# 卡姆揚卡 (烏拉沙尼夫卡市鎮)
50°13′55″N 26°59′6″E / 50.23194°N 26.98500°E
卡姆揚卡（羅馬化：Kamianka）是位於烏克蘭西部的村莊，由赫梅利尼茨基州舍佩蒂夫卡區的烏拉沙尼夫卡市鎮負責管轄。該村處於古斯卡河畔，始建於1620年，面積1.25平方公里，海拔高度225米，2001年人口614。